# St James's Street
St James's Street est l'une des principales rues de St James's, un quartier du centre de Londres dans le district de la Cité de Westminster.

## Situation et accès
Elle relie Piccadilly à Pall Mall, qui lui sont perpendiculaires. De l’une à l’autre, on croise successivement Jermyn Street, Bennet Street, Park Place, Ryder Street, Blue Ball Yard, St James's Place, King Street et Little St James's Street.
La station de métro la plus proche est, à l’ouest, Green Park, où circulent les trains des lignes  Jubilee  Piccadilly  Victoria.

## Origine du nom
La rue conduit à St James's Palace, palais construit en 1530-1540 sur le site d’un hôpital de lépreux.

## Historique

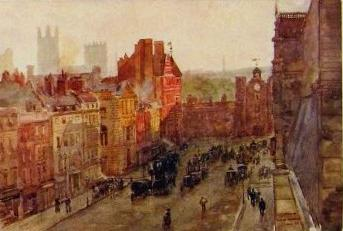
Chromolithographie représentant St James's Street et le palais Saint James, à l’arrière-plan, vers 1890.

En 1531, le roi Henri VIII fait l’acquisition des terres du St James's Hospital, y fait construire l’actuel palais Saint James. Plusieurs rues sont alors tracées, l’une d’elles étant vraisemblablement St James's Street.
Il est fait mention, en 1690, d’un pilori dans la rue.

## Bâtiments remarquables et lieux de mémoire

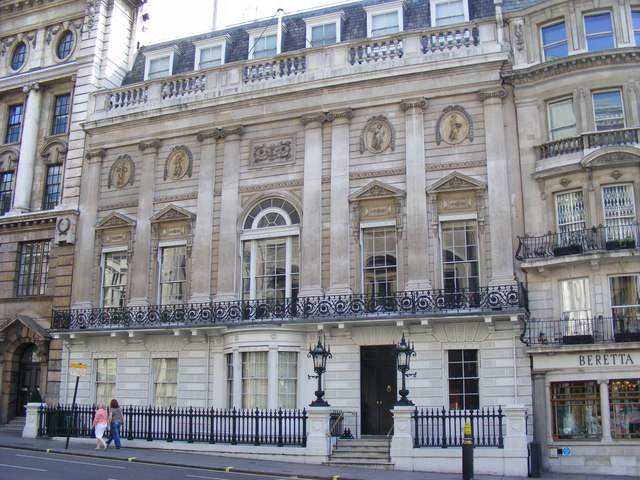
Nos 37-38 : le White’s Club.

- Nos 1 et 2 : immeuble construit en 1882 par l’architecte Richard Norman Shaw[3].

- Nos 37-38 : à cette adresse se trouve le plus ancien club de gentlemen de Londres, le White’s Club, et, sans doute, le plus exclusif ; le bâtiment, qui date de 1674, reconstruit en 1787-1788, est un édifice classé de grade I, « d’un intérêt exceptionnel »[4].

- No 50 : bâtiment classé de grade II élevé en 1827 par les architectes Benjamin Wyatt et Philip Wyatt pour le compte de l’homme d’affaires William Crockford (1776-1844), qui y établit un club de jeu fréquenté par la haute société[5] ; il appartient aujourd'hui à l'homme d'affaires russe Andreï Gontcharenko[6].

- No 69 : le lundi 25 juin 1990, un attentat à la bombe fait sept blessés , dont un grave, au Carlton Club, club fréquenté par les députés conservateurs[7].

- No 88 : immeuble de bureaux construit en 1903 par l’architecte R. Norman Shaw[3].